# زائفة متألقة
زائفة متألقة (الاسم العلمي: Pseudomonas fluorescens) هي نوع من البكتيريا تتبع جنس الزائفة من فصيلة الزوائف.